# Jennings, Missouri
Jennings är en stad (city) i St. Louis County i Missouri. Vid 2020 års folkräkning hade Jennings 12 894Б invånare.